# Präsident Wilhelm Pieck (Briefmarkenserie)
Präsident Wilhelm Pieck war eine Dauermarkenserie der Deutschen Post in der Deutschen Demokratischen Republik, die zwischen 1950 und 1958 erschienen ist. In den folgenden Jahren bis 1961 sind Sondermarken mit seinem Porträt erschienen. Ursprünglich waren die Dauermarken unbeschränkt zur Frankatur gültig gewesen. Nach dem Tod von Wilhelm Pieck am 7. September 1960 wurde die Gültigkeit mit Ausnahme der 2-DM-Marken auf den 31. März 1962 beschränkt. Die 2-DM-Marken behielten ihre Gültigkeit bis zum Ende der DDR am 2. Oktober 1990. 
Die Dauerserie wurde 1961 durch die Dauerserie Staatsratsvorsitzender Walter Ulbricht abgelöst.

## Beschreibung und Besonderheiten

### Druck und Wasserzeichenpapier
Die Entwürfe der Marken stammen von Fred Gravenhorst, Kurt Eigler und Axel Bengs.
Alle Marken wurden auf Wasserzeichenpapier mit den Mustern 1, 2 oder 3 bedruckt. Das Wasserzeichen 1 zeigt Kreuzblumen und ist identisch mit dem Wasserzeichen 3 der Sowjetischen Zone. Das Wasserzeichen 2 zeigt den Schriftzug ‚DDR‘ und ein Posthorn. Das Wasserzeichen 3 den Schriftzug ‚DDR‘ und Kreuzblüten.
Die Auflagenhöhe der Dauermarkenserie ist nicht bekannt.
Die Marken wurden in den Druckereien: VEB Deutsche Wertpapierdruckerei (DWD) und VEB Graphische Werkstätten Leipzig (GW) hergestellt.

### Druckfehler
Beim Druck der ersten 12-Pfennig-Marke (Michel 251) gab es im Zeitraum August bis September 1950 bei der Bogenmarke, welche sich auf Feld 38 des 10×10 Bogens befand, einen Plattenfehler („DFUTSCHE“ statt DEUTSCHE). Um den Schaden auf den zirka 45.000 Schalterbogen zu reduzieren, wurde die entsprechende Stelle gelocht. Zusätzlich wurden noch zwei weitere Löcher gemacht, um diese als Druckausschuss verworfene Marke besser kenntlich zu machen. Durch Stempelaufdruck auf den Markentaschen wurden die Postämter angewiesen, die betroffenen Marken vor dem Verkauf herauszutrennen, gesondert zu verrechnen und zu vernichten. Bekannt wurden diese Marken im Dezember 1950 bei den Postämtern in Halle (Saale) C1 und C2, als wenige Exemplare dieser durchlochten Marken in Sammlerhände gelangten. Ein ähnlicher Plattenfehler mit „BEUTSCHE“ trat beim Druck der 24-Pfennig-Marke (Michel 252) im November 1950 bei 19.500 Schalterbogen auf und wurde in gleicher Weise behandelt. Von diesen sind bis 2004 keine Exemplare aus dem Postverkehr bekannt geworden. Da es relativ leicht ist, die Ausstanzungen mit einem Locher nachzumachen, ist vor Fälschungen zum Schaden für den Sammler zu warnen.

## Liste der Marken

### Dauerserie
Legende
- Bild: Eine bearbeitete Abbildung der genannten Marke. Das Verhältnis der Größe der Briefmarken zueinander ist in diesem Artikel annähernd maßstabsgerecht dargestellt. Sollten keine Marken abgebildet sein, liegt es daran, dass das Urheberrecht des Künstlers noch nicht erloschen ist.
- Beschreibung: Eine Kurzbeschreibung des Motivs und/oder des Ausgabegrundes. Bei ausgegebenen Serien oder Blocks werden die zusammengehörigen Beschreibungen mit einer Markierung versehen eingerückt.
- Wert: Der Frankaturwert der einzelnen Marke in Pfennig. Ein „+“ bedeutet, dass es sich um eine Zuschlagsmarke handelt (= Frankaturwert + Spende).
- Ausgabedatum: Das Datum des erstmaligen Verkaufs dieser Briefmarke.
- Gültig bis: Das Datum, an dem die Gültigkeit endete.
- Auflage: Soweit bekannt, wird hier die zum Verkauf angebotene Anzahl dieser Ausgabe angegeben.
- Entwurf: Soweit bekannt, wird hier angegeben, von wem der Entwurf dieser Marke stammt.
- Mi.-Nr.: Diese Briefmarke wird im Michel-Katalog unter der entsprechenden Nummer gelistet.

| Bild | Beschreibung                                                                                     | Wert in Pfennig (wenn nichts anderes angegeben) | Ausgabe- datum     | Gültig bis      | Auflage                                    | Entwurf          | Mi.-Nr |
|      | Druck: VEB Deutsche Wertpapierdruckerei (DWD), Buchdruck                                         | 12                                              | 27. Mai 1950       | 31. März 1962   | NN                                         | Fred Gravenhorst | 251    |
|      | Buchdruck                                                                                        | 24                                              | 27. Mai 1950       | 31. März 1962   | NN                                         | Fred Gravenhorst | 252    |
|      | Buchdruck                                                                                        | 1 DM                                            | 27. Mai 1950       | 31. März 1962   | NN                                         | Fred Gravenhorst | 253    |
|      | Offsetdruck                                                                                      | 2 DM                                            | 27. Mai 1950       | 2. Oktober 1990 | Gesamt: NN, 2. Teilauflage 1951: 2.500.000 | Fred Gravenhorst | 254    |
|      | VEB Deutsche Wertpapierdruckerei (DWD), Stichtiefdruck                                           | 5 DM                                            | 3. Januar 1951     | 31. März 1962   | 3.000.000                                  | Fred Gravenhorst | 255    |
|      | VEB Deutsche Wertpapierdruckerei (DWD), Wasserzeichen "DDR und Posthorn", Buchdruck              | 5                                               | 22. September 1952 | 31. März 1962   | NN                                         | Fred Gravenhorst | 322    |
|      | Buchdruck                                                                                        | 12                                              | August 1952        | 31. März 1962   | NN                                         | Fred Gravenhorst | 323    |
|      | Buchdruck                                                                                        | 24                                              | August 1952        | 31. März 1962   | NN                                         | Fred Gravenhorst | 324    |
|      | Buchdruck                                                                                        | 1 DM                                            | Oktober 1952       | 31. März 1962   | NN                                         | Fred Gravenhorst | 325    |
|      |                                                                                                  | 1 DM                                            | 2. Februar 1953    | 31. März 1962   | NN                                         | Kurt Eigler      | 342    |
|      |                                                                                                  | 2 DM                                            | 3. Januar 1953     | 2. Oktober 1990 | NN                                         | Kurt Eigler      | 343    |
|      | VEB Deutsche Wertpapierdruckerei (DWD), Wasserzeichen Nr. 3 (DDR um Kreuzblume), Rastertiefdruck | 1 DM                                            | Herbst 1957        | 31. März 1962   | NN                                         | Kurt Eigler      | 622    |
|      | VEB Deutsche Wertpapierdruckerei (DWD), Wasserzeichen „DDR um Kreuzblume“, Tiefdruck             | 2 DM                                            | 1958               | 2. Oktober 1990 | NN                                         | Kurt Eigler      | 623    |

### Ganzsachen
Das Motiv wurde als Wertstempel für Postkarten zwischen 1950 und 1956 genutzt (Michel-Katalog-Nummern): 
- P45 bis P65
- P68 bis P70.
- Funklotterie-Postkarte 1 von 1952, welche bis September 1953 verkauft wurde. Die Erlöse hieraus wurde für den Wiederaufbau von Ost-Berlin verwendet.

Die Postkarte P67 hat zwar als Wertstempel die 10-Pfennig-Marke aus der Serie Fünfjahrplan, trägt aber auf der linken Seite ein Brustschild von Pieck.
| Bild | Frankaturwert in Pfennig | Verkaufspreis in Pfennig | Ausgabedatum | Verkauf bis    | Anschriftenvordruck                                       | Besonderheiten                                                | Michel-Nr. |
| ---- | ------------------------ | ------------------------ | ------------ | -------------- | --------------------------------------------------------- | ------------------------------------------------------------- | ---------- |
|      | 12                       | 65                       | 1952         | September 1953 | Aufbau-Lotterie im Funk Berlin W 8 Friedrichstraße 196–70 | Links Bildwerbung für den Neuaufbau der Hauptstadt-Hochhäuser | FP 1       |

### Sondermarken

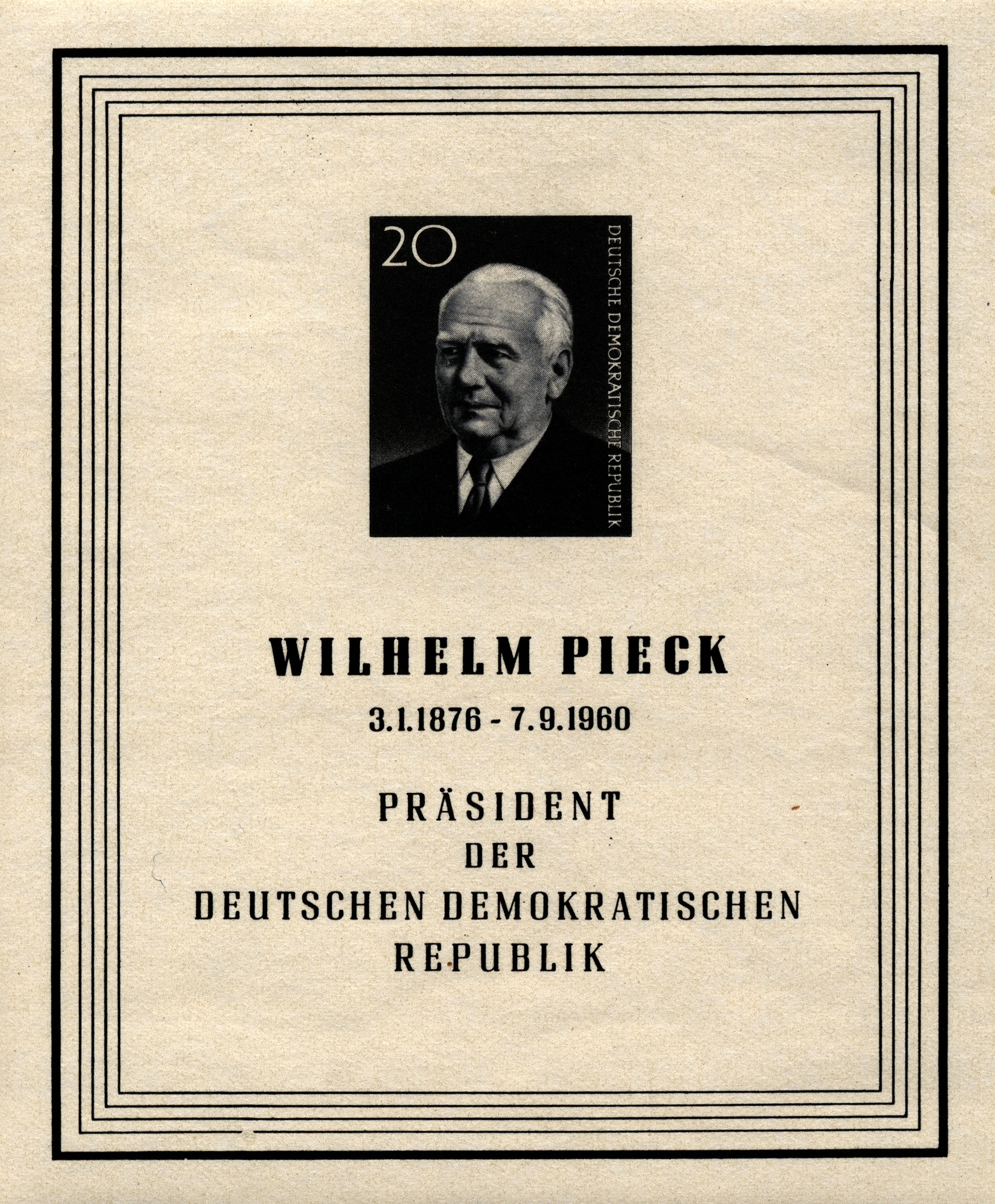
Blockausgabe zum Tod von Wilhelm Pieck am 7. September 1960
(88 × 108 mm, Michel Blocknummer 16)

| Bild | Beschreibung                                            | Wert in Pfennig | Ausgabe- datum     | Gültig bis        | Auflage   | Entwurf     | Mi.-Nr. |
|      | 83. Geburtstag von Wilhelm Pieck                        | 20              | 3. Januar 1959     | 31. Dezember 1962 | 4.500.000 | Axel Bengs  | 673     |
|      | Tod des DDR-Staatspräsidenten Wilhelm Pieck (1876–1960) | 20              | 10. September 1960 | 31. März 1962     | 8.000.000 | Axel Bengs  | 784A    |
|      | dito, Block 7 (geschnitten)                             | 20 (Blockpreis) | 10. September 1960 | 31. März 1962     | 2.100.000 | Axel Bengs  | 784B    |
|      | 85. Geburtstag von Wilhelm Pieck                        | 20              | 3. Januar 1961     | 31. Dezember 1962 | 6.000.000 | Kurt Eigler | 807     |

### Weitere Marken mit dem Motiv von Wilhelm Pieck
Nicht zu den Sondermarken der Serie werden die Marken gezählt, die zu einem anderen Ausgabeanlass herausgegeben wurden. Dazu zählen die Marken die eine weitere Person zeigen, oder die zu anderen Jubiläen (5 Jahre DDR) herausgegeben wurden. Der Vollständigkeit halber sind sie nachfolgend abgebildet.
| Bild | Person                                 | Ausgabeanlass                               | Ausgabedatum           | Mi.-Nr.  |
|      | Wilhelm Pieck, Bolesław Bierut         | Deutsch-polnische Freundschaft              | 22. April 1951         | 284, 285 |
|      | 24 Pfg: Josef Stalin und Wilhelm Pieck | Monat der Deutsch-sowjetischen Freundschaft | 1. / 15. Dezember 1951 | 296, 297 |
|      | Wilhelm Pieck                          | Erster Präsident der DDR 5 Jahre DDR        | 6. Oktober 1954        | 443, 444 |

| Bild | Beschreibung                                                                                               | Wert | Ausgabe- datum    | Auflage    | Entwurf       | Mi.-Nr. |
|      | Persönlichkeiten der deutschen Arbeiterbewegung (IV) - Wilhelm Pieck (1876–1960), erster Präsident der DDR | 10   | 30. Dezember 1975 | 12.000.000 | Gerhard Stauf | 2106    |

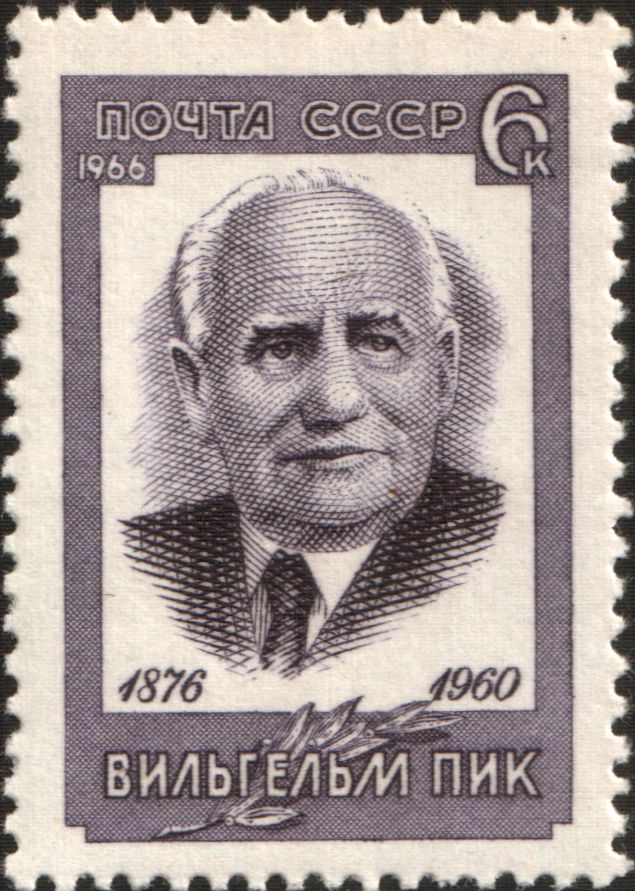
Die Sowjetunion ehrte Pieck mit einer Briefmarke 1966.

### Fälschungen zu Propagandazwecken
Von der Kampfgruppe gegen Unmenschlichkeit (KgU) wurden in West-Berlin Propagandafälschungen hergestellt, die in die DDR eingeschleust wurden. Darunter waren auch zwei Briefmarken, die auf den 12- und 24-Pfennig-Werten (Mi-Nr. 323 und 324) basierten. Die Inschrift Deutsche Demokratische Republik war in Undeutsche Undemokratische Diktatur geändert worden, und das Markenbild zeigte Wilhelm Pieck mit einem um den Hals gelegten Henkerstrick. Die Marken wurden im Buchdruckverfahren in Bögen zu 5×2 hergestellt. Die Linienzähnung hatte eine Weite von 11.